# Liste du patrimoine immobilier classé de La Hulpe
Cette page regroupe l'ensemble du patrimoine immobilier classé de la ville belge de La Hulpe.
| Objet | Année de construction / Architecte | Adresse | Section communale | Coordonnées                      | Numéro d’inventaire | Illustration |
| --- | ---------------------------------- | ------- | ----------------- | -------------------------------- | ------------------- | --- |
| La tour, la haute nef et le chœur de l'église Saint-Nicolas de La Hulpe |                                    |         |                   | 50° 43′ 53″ nord, 4° 29′ 26″ est | 25050-CLT-0001-01   | |
| Domaine de Solvay à La Hulpe |                                    |         |                   | 50° 44′ 44″ nord, 4° 26′ 44″ est | 25050-CLT-0002-01   | Domaine de Solvay à La Hulpe |
| Ensemble des terrains formant le domaine du Longfond à La Hulpe |                                    |         |                   | 50° 44′ 44″ nord, 4° 26′ 44″ est | 25050-CLT-0003-01   | Ensemble des terrains formant le domaine du Longfond à La Hulpe |
| Ensemble formé par le domaine de Nysdam et les terrains environnants |                                    |         |                   | 50° 43′ 37″ nord, 4° 27′ 23″ est | 25050-CLT-0004-01   | Image manquanteTéléverser |
| Vallée de l'Argentine: en cours du ruisseau et roselières à Gaillemarde, cours du ruisseau et étangs depuis la chaussée de Bruxelles jusqu'à la rue F. Dubois, y compris le Grand étang des Papeteries                                                               |                                    |         |                   | 50° 43′ 21″ nord, 4° 26′ 12″ est | 25050-CLT-0006-01   | Vallée de l'Argentine: en cours du ruisseau et roselières à Gaillemarde, cours du ruisseau et étangs depuis la chaussée de Bruxelles jusqu'à la rue F. Dubois, y compris le Grand étang des Papeteries |
| Pompe à bras due à Victor Horta sise dans le domaine Solvay de La Hulpe |                                    |         |                   | 50° 44′ 00″ nord, 4° 27′ 34″ est | 25050-CLT-0007-01   | Image manquanteTéléverser |
| Ensemble formé par la Forêt de Soignes et le Bois des Capucins, sis sur les territoires des communes de : Auderghem, Duisbourg, Hoeilaart, La Hulpe, Rhode Saint-Genèse, Tervuren, Uccle, Waterloo, Watermael-Boitsfort et Woluwé Saint-Pierre (+ WATERLOO/Waterloo) |                                    |         |                   | 50° 43′ 48″ nord, 4° 25′ 10″ est | 25050-CLT-0008-01   | Image manquanteTéléverser |
| Le domaine de Solvay |                                    |         |                   | 50° 44′ 44″ nord, 4° 26′ 44″ est | 25050-PEX-0001-01   | Le domaine de Solvay |
| L'ensemble formé par le domaine de Nysdam et les terrains environnants |                                    |         |                   | 50° 43′ 37″ nord, 4° 27′ 23″ est | 25050-PEX-0002-01   | Image manquanteTéléverser |
| Le site de la Forêt de Soignes (+ WATERLOO/Waterloo) |                                    |         |                   | 50° 43′ 48″ nord, 4° 25′ 10″ est | 25050-PEX-0003-01   | Image manquanteTéléverser |